# La guerra dei fiori rossi
La guerra dei fiori rossi (看上去很美S, Kànshangqu hěn měiP) è un film del 2006, diretto da Zhang Yuan, tratto dall'omonimo romanzo semi-autobiografico di Wang Shuo, co-prodotto dalla cinese Beijing Century Good-Tidings Cultural Development Company e dall'italiana Downtown Pictures.

## Trama
Cina Popolare, fine degli anni quaranta. Qiang, un bambino di quattro anni, viene mandato in convitto dal padre, pilota militare spesso in missione, mentre la madre lavora al ministero. Inizialmente il bambino è collaborativo, e cerca l'approvazione del gruppo che ambisce alla conquista dei fiori rossi, il simbolo che distingue i bambini bravi da quelli che non si impegnano. Ma poi, malgrado le due maestre siano abbastanza pazienti, per casualità o per poca attenzione Qiang viene mal giudicato dalla maestra Li in diverse occasioni, e impara a ribellarsi a tutte le situazioni che non ritiene giuste. Lo spirito di contraddizione lo porterà successivamente a entrare in forte contrasto con la piccola società dell'asilo, facendogli mettere in atto piccole ribellioni sempre più importanti e significative.

## Distribuzione
È stato presentato nella sezione World Cinema al Sundance Film Festival e nella sezione Panorama al Festival di Berlino, dove ha vinto il premio C.I.C.A.E.

## Riconoscimenti
- 2006 - Festival di Berlino
  - Premio C.I.C.A.E.
- 2006 - Premio Robert Bresson